# 랠프 스타인먼
랠프 마빈 스타인먼(영어: Ralph Marvin Steinman, 1943년 1월 14일 ~ 2011년 9월 30일)은 캐나다 태생으로 미국에서 활동한 의사, 면역학자이다. 수지상 세포의 발견 및 면역 기능 연구로 2011년 노벨 생리학·의학상을 수상하였다.

## 업적
1973년 랄프 스타인먼은 잰빌 A. 콘(Zanvil Alexander Cohn) 박사의 연구실에서 박사 후 연구원으로 근무하던 시절에 새로운 종류의 면역세포를 공동 발견한 후, 그것이 인체가 병원체로부터 자신을 지켜내는 데 있어서 중요한 역할을 하며, 질병을 퇴치하는 데 사용될 수 있다는 사실을 입증하는 데 매진해 왔다.
생김새가 나뭇가지 같다고 해서 수지상 세포(Dendritic Cell, DCs)라고 명명된 그 면역세포는 다른 면역세포들로 하여금 외부의 침입자들을 인식 및 파괴하게 함으로써 면역계를 지휘하고 조절한다. 록펠러 대학교의 의사이자 과학자인 스타인먼의 목표는 수지상 세포를 이용하여 만성감염질환(예: HIV/AIDS, 결핵)을 예방하고 암을 치료하는 백신을 만드는 것이었다.

## 투병
1973년 수지상 세포의 발견으로부터 34년의 세월이 지난 후 그가 바로 그 면역세포를 이용하여 자신의 생명을 살리고자 노력하게 되었다. 2007년 3월 그 자신이 진행성 췌장암으로 진단받았을 때, 필생의 연구과제로 여겼던 DCs에 자기의 생명을 걸었던 것은 지극히 당연한 것이었다. 그는 전 세계의 연구자들과 손잡고 자기 자신의 DCs를 이용하여 새로운 췌장암 치료법을 설계하는 데 앞장섰다. "그는 연구를 위해서라면 자신의 몸을 기꺼이 제공할 각오가 되어 있었다. 물론 그는 자신의 췌장암을 치료하고 싶어했지만, 그 과정에서 새로운 의학적 사실을 알아낼 수 있다는 것에 대해 무한한 자부심을 느꼈다"라고 그와 함께 작업했던 동료들은 말했다.
전 세계의 과학자들이 스타인먼의 뜻에 공감하여 참여의사를 밝혀왔고, 스타인먼은 그들의 제의를 받아들여 그들 중 수십 명을 일인환자를 위한 면역요법 프로토콜(single-patient protocols of immunotherapy)을 설계하는 데 참여시켰다. 캐나다의 한 과학자는 약물 선택에 필요한 돌연변이를 찾아내기 위해 종양의 DNA를 시퀀싱하였고, 독일에서 날아온 한 과학자는 백신 제조에 사용하기 위해 종양 표면에서 펩타이드를 채취하였다. 한편 스타인먼이 췌장암 진단을 받은 직후, 그의 연구실을 거쳐간 2명의 유능한 과학자가 그의 치료팀에 합류했다. 그들은 한때 스타인먼의 제자로 활동하며 그의 연구를 도왔지만, 이제는 어엿한 중견 면역학자의 반열에 오른 누센츠바이크(록펠러대학)와 멜먼(제넨텍)이었다. 누센츠바이크와 멜먼은 역할을 분담했다. 누센츠바이크는 스타인먼의 종양 중 일부를 절제하여 마우스 안에서 배양시켜, 연구에 사용될 수 있을 만큼 충분한 양의 종양 샘플을 확보하였다. 멜먼은 이 샘플을 대상으로 다양한 종류의 약물에 대한 종양의 감수성을 테스트하는 작업에 착수하였다.
의료진은 스타인먼의 치료효과를 높이기 위해 많은 실험요법과 전통적 화학요법을 병행하였다. 그는 한 번에 한 가지씩 총 8개의 실험요법을 시도했는데, 하나의 요법이 실시될 때마다 건별로 FDA에 동정적 사용에 관한 프로토콜(compassionate-use protocol)을 제출하여 승인을 받아야 했다. 암이 치명적인 이유 중의 하나는 ‘면역계의 인식과 공격을 회피하기 위해 다양한 전술을 사용하기 때문’이다. 따라서 스타인먼의 치료방법 중에는 3개의 백신이 포함되었는데, 이것들은 모두 DCs에 기반을 둔 것이었다. 그에게 사용된 첫 번째 백신은 바이오상테 파마슈티컬社가 개발중인 GVAX로, 전립선암 등에 효과가 있는 것으로 알려져 있었다. GVAX는 스타인먼의 종양세포를 방사선처리한 다음, DCs 및 기타 면역세포를 강력하게 자극하도록 가공하여 만들어졌다. 두 번째 백신은 아르고스 테라퓨틱스社가 개발한 것으로, 스타인먼의 DCs에 종양의 RNA를 적재하여 DCs의 표면을 종양특이적 항원으로 수놓은 것이었다. (이렇게 변형된 DCs를 스타인먼에게 재주입하면 다른 면역세포들로 하여금 종양을 인식하여 파괴하게 할 수 있다.) 마지막으로 세 번째 백신은 베일러 면역학연구소가 개발하여 임상시험중인 흑색종 백신으로, 스타인먼의 DCs에 종양 표면의 펩타이드 항원을 이식하여 면역반응을 증강시키도록 설계되었다.
스타인먼이 받은 치료는 한 마디로 개인별 맞춤식 항암치료의 결정판이었다. 수지상 세포를 이용한 모든 형태의 암백신이 그의 치료에 동원되었다. 그러나 스타인먼은 (수지상세포를 이용한) 암백신에 만족하지 않았다. 그와 의료진은 암백신을 면역체크포인트억제제(checkpoint-blockade inhibitor)인 이필리무맵(Ipilimumab)과 병용할 경우 효과가 증강될 것이라고 믿었다. 왜냐하면 이필리무맵은 암세포에 의해 억제된 면역반응을 회복시켜, 암백신의 효능을 극대화시킬 수 있기 때문이다. 그러나 그는 이필리무맵과 암 백신과의 병용요법에 대해 FDA의 승인을 받지 못해, 이필리무맵 단독요법에 그칠 수밖에 없었다. BMS사가 개발한 이필리무맵은 지난 2011년 3월 흑색종 치료제로 승인을 받았으며, 흑색종과 신장세포암종을 대상으로 수지상세포 백신과의 병용요법을 테스트하는 임상시험은 이제 겨우 시작단계에 머물러 있었기 때문이다.
의료진과 스타인먼 자신의 노력에 힘입어 스타인먼의 생명이 연장된 것만은 분명해 보였다. 스타인먼 정도의 진행성 췌장암 환자들은 진단 후 수 주~수 개월 동안 생존하는 것이 고작인데, 그는 그보다 몇 년 이상 더 삶을 영위할 수 있었다. 스타인먼은 수지상 세포 백신이 자신의 삶을 연장시켰다고 철석같이 믿었지만, 사실 그에게 시도된 8가지 요법 중 어느 것이 그의 생명을 연장시켰다고 확언하기는 힘들었다. 물론 수지상세포 백신의 효능을 짐작할 수 있는 정황증거가 있기는 하다. 스타인먼의 치료과정을 지켜본 의료진에 의하면, 그는 특히 전통적 화학요법제인 젬시타빈(gemcitabine)에 높은 감수성을 보였다고 하는데, 대부분의 췌장암 환자들이 1~2번 만에 젬시타빈에 저항성을 보인다는 점을 고려할 때, 이는 매우 이례적인 일이다. 또 그는 상당한 면역력을 보유한 것으로 나타났는데, 그의 세포독성 T세포의 8%가 그의 췌장암세포를 공격한 것으로 밝혀졌다. 그러나 이 두 가지 현상이 수지상세포 백신 때문인지, 아니면 그가 선천적으로 타고난 면역력 때문인지는 분명치 않다.
사실 이번 치료사례는 오직 스타인먼 한 사람을 위해 설계된 것이었기 때문에, 애초부터 통계적 유의성과는 거리가 멀었다. 그럼에도 불구하고 많은 전문가들은 이번 사례가 수지상세포 백신에 관한 임상연구의 수준을 한 단계 끌어올렸다고 말하는 데 주저하지 않는다. 왜냐하면 스타인먼의 사례를 계기로 하여 "전통적인 화학요법과 수지상세포 백신의 병용이 가능하다"는 것이 입증되었기 때문이다. 또한 스타인먼은 평소에 동물실험의 한계를 지적하며 "인간을 대상으로 한 임상시험을 조속히 실시하는 방안을 마련해야 한다"고 누누이 강조해 왔는데, 결국 자신의 몸을 시험대상으로 내놓음으로써 살신성인의 모범을 보였다. 이번에 스타인먼을 위한 수지상세포 백신을 설계했던 베일러대학교 면역학연구소는 스타인먼의 사례를 정리하여 췌장암에 대한 면역요법 프로그램을 정립하고, 베일러대학교에서는 그의 숭고한 넋을 기려 「랄프 스타인먼 암백신 센터」를 건립할 예정이다.

## 노벨상 수상
이러한 노력으로 2011년 노벨 생리 의학상을 수상했다. 그러나 그는 그 기쁜 소식을 들을 수 없었다. 4년 반 동안 벌여온 암과의 사투 끝에 노벨 위원회가 수상자로 발표하기 3일 앞두고 69세의 나이에 유명을 달리했기 때문이다. 노벨상은 사망자에게 수여하지 않는 것이 그동안의 관례였으나 랠프 슈타인먼은 심사위원들이 사망 사실을 모른채로 최종 수상자로 선정된 상황에서 타계했기 때문에 그의 노벨상 수상은 유효하다고 노벨 위원회는 밝혔다.